# 梧州高级中学
梧州高级中学，全称广西梧州高级中学，通常简称为梧州高中或梧高，是一所有百年历史的高级中学校。

## 历史
学校前身是成立于1905年的冰井学堂，是梧州最早的新式学校之一，由当时梧州知府庄蕴宽主持，清末贡生邓敬惺具体负责而设立，设址于原冰井寺（今梧州二中）。
1906年，改名梧州初级师范讲习所，光绪三十四年（1908年）改称四府师范学堂。
民国元年（1912年），四府师范学堂改省立，称广西第一师范学校。
民国十八年（1929年）秋，并入广西省立第二中学，称为广西省立第二中学（高级部）。
民国二十年（1931年）夏，广西各中学高、初级分立，省立二中高级部独立为广西省立第四高级中学。
民国二十三年（1934年），省立四中并入设在梧州蝴蝶山的广西大学（时任广西大学校长为马君武博士），为广西大学附属中学，学校迁往蝴蝶山顶西大预科校址。民国二十五年（1936年），改名广西大学第二附属高中。
民国二十六年（1937年），改名广西省立梧州高级中学。抗日战争爆发时，梧州高中在民国二十七年（1938年）8月和9月两次被日本飞机轰炸，梧州高中于民国二十七年（1938年）和民国三十三年（1943年），两度疏散到藤县太平镇，到民国三十五年（1946年），梧州高中全部迁回梧州，并以原广西大学旧址蝴蝶山的东南部为校址。至2012年为止，学校坐落在中國廣西梧州市万秀区蝶山。
1959年6月，梧州高中被定为自治区重点中学。
1978年4月，重新被定为自治区重点中学。
2003年6月，梧州高中获选为广西重点中学和广西首批示范性普通高中。
2008年11月，梧州高中成为广西陶行知教育思想实验学校。
校训“登科学之堂奥，造道德之高峰”；

校风“文明、健心、拼搏、创新”；

教风“爱生、业精、奉献、高效”；

学风“乐学、博闻、善思、多才”。

## 现状
2009年11月25日，梧州市政府正式启动了梧州高中搬迁新建计划，新校址位于梧州城西红岭区。2012年9月，梧州高中正式启用新校址。

## 校歌歌词
梧州高中校歌作词者为1937年至1948年任校长的李剑中先生。
巍巍哉，梧高中，

鸳江之西蝶山之峰，

乔木葱茏，浩气所钟。

敬业乐群，矢勤矢勇。

登科学之堂奥，

造道德之高峰。

愿同人，速努力，

锻炼体魄，振奋精神，

作国干城，为民前锋。

巍巍哉，梧高中，

猷日之光普及环宇咸景从。